# Epacris
Epacris es un género de  plantas fanerógamas perteneciente a la familia Ericaceae, anteriormente incluida en la familia separada  Epacridaceae. El género es nativo del este y sudeste de Australia (sudeste de Queensland) sur de Tasmania, Nueva Caledonia y Nueva Zelanda. Comprende 136 especies descritas y de estas, solo 49 aceptadas.
La mayoría son pequeños arbustos de 20-150 cm de altura, aunque algunos son más grandes como  E. heteronema y E. microphylla que alcanzan los 2.5 m de altura.    

## Taxonomía
El género  fue descrito por Antonio José de Cavanilles y publicado en Icones et Descriptiones Plantarum 4: 25, t. 344. 1797. La especie tipo es:  Epacris longiflora

## Especies seleccionadas

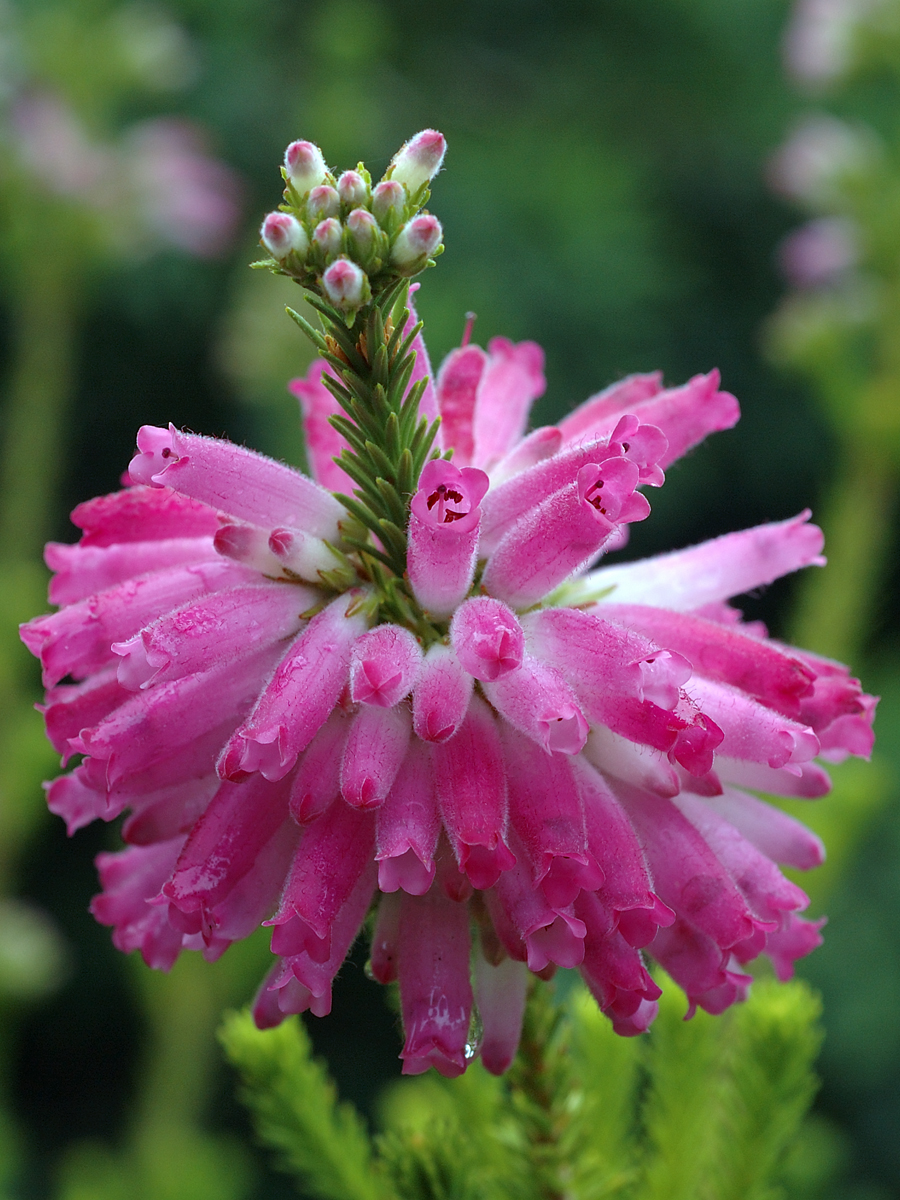
Epacris acuminata
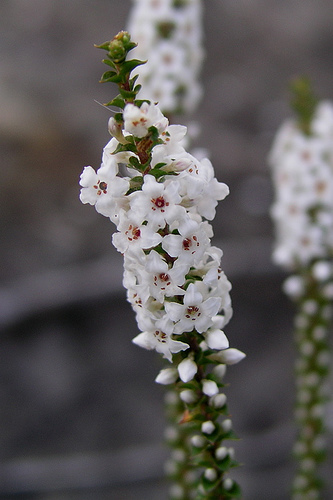
Epacris apsleyensis
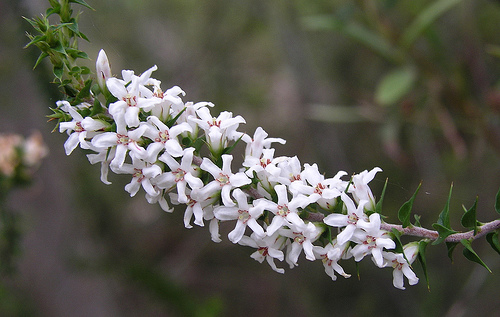
Epacris barbata
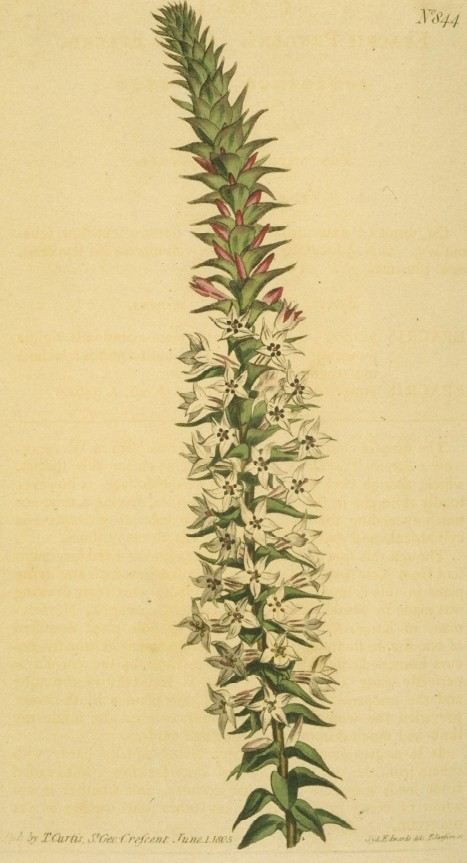
Epacris breviflora
- Epacris exserta
- Epacris glabella
- Epacris heteronema
- Epacris impressa
- Epacris lanuginosa
- Epacris longiflora
- Epacris microphylla
- Epacris mucronulata
- Epacris obtusifolia
- Epacris paludosa
- Epacris pulchella
- Epacris purpurascens
- Epacris reclinata
- Epacris rigida
- Epacris serpyllifolia
- Epacris stuartii
- Epacris tasmanica
- Epacris virgata

- Epacris breviflora
- Epacris microphylla
- Epacris pulchella
- Epacris purpurascens